# 伊瑪目教義
伊瑪目教義（阿拉伯语：‎）是伊斯蘭教什葉派的五大信仰支柱之一，是指什葉派認為真主在先知穆罕默德逝世後選定了穆斯林社群領導人的信條。這些領導人被稱為伊瑪目，什葉派相信他們是穆罕默德的正統繼承人。他們認為伊瑪目繼承了神秘的知識和獨特的權力，用以解釋《古蘭經》、聖訓及詳述伊斯蘭教的法律系統。被稱為聖裔的穆罕默德後人被認為是絕對正確及聖潔的伊瑪目。
據學者納西爾丁·圖西所說，伊瑪目是真主恩寵人類的媒介，實踐真主讓人類信服祂及避免罪孽的希望。伊瑪目作為教師及解讀者，提醒人們要避免的事項及解釋真主的存在，使他們崇拜真主。

## 概述
什葉派認為穆罕默德在生前指定了女婿阿里作為他的繼承人，不承認此前三位哈里發的合法地位。因此，他們認為伊瑪目具有崇高的地位，宗教地位比哈里發高。伊瑪目代表了先知傳播伊斯蘭教，並在道德倫理觀、政治行政及法律事務上作出指引。什葉派學者穆罕默德·侯賽因·塔巴塔巴伊認為真主在《古蘭經》裡提到伊瑪目的指導方式，因此而認為真主指使伊瑪目進行指示：
我以他們為世人的師表，他們奉我的命令而引導眾人。我啟示他們：應當力行善事，謹守拜功，完納天課。他們是只崇拜我的。——《古蘭經》21：73
我曾以他們中的一部分人為表率，當他們忍受艱難，確信我的跡象的時候，奉我的命令去引導眾人。——《古蘭經》32：24
什葉派又引述穆罕默德曾經說過：「無論誰視我為毛拉，阿里也是他的毛拉。」什葉派視為穆罕默德明顯指定了阿里成為宗教、法律及政治等全方面的繼承人，他們認為這裡的毛拉是「主人」的意思。遜尼派則認為這是表達阿里在穆罕默德眼裡的特殊地位，但並沒有任何政治含義。
他們又引用被遜尼派學者提爾密濟視為是「正訓」的一則聖訓。這個聖訓敘述穆罕默德抵達麥地那的時候為了消除社會不安而把除了阿里以外所有參加了希吉拉的同伴稱為兄弟。阿里流著淚向他說道︰「噢，真主的使者，同伴們都成為了您的同志，但您沒有讓他們成為我的兄弟。」穆罕默德回應道︰「你是我在這個世界及來世的兄弟。」
什葉派認為伊瑪目是全領域的監護者，包括最小的原子、包羅萬象涉及銀河之間的物理定律及人類不知道的世界，例如天使及鎮尼。

## 支派
與穆斯林對伊斯蘭世界的領導權產生分歧而分裂出遜尼派及什葉派一樣，什葉派內部對第四任伊瑪目阿里·宰因·阿比丁後的繼承分歧問題導致不同支派的出現，形成了當今什葉派的三大派系，他們對伊瑪目的傳承具有各自的看法。按照他們所承認的伊瑪目數目，什葉派主要劃分為十二伊瑪目派、七伊瑪目派及五伊瑪目派。
在什葉派裡佔主導地位的是十二伊瑪目派，另稱為伊斯瑪儀派及宰德派的七伊瑪目派及五伊瑪目派則是少數教派。伊斯瑪儀派又分為尼扎里派及穆斯塔利耶派。除了宰德派，十二伊瑪目派及伊斯瑪儀派都相信在他們的最後一位伊瑪目處於隱遁狀態。

### 十二伊瑪目派
十二伊瑪目派承認的十二位伊瑪目按次序分別是：阿里·本·阿比·塔利卜、哈桑·本·阿里·本·阿比·塔利卜、侯賽因·本·阿里·本·阿比·塔利卜、阿里·宰因·阿比丁、穆罕默德·巴基爾、賈法爾·薩迪克、穆薩·卡齊姆、阿里·里達、穆罕默德·塔基·賈瓦德、阿里·哈迪·納基、哈桑·阿斯卡里及穆罕默德·馬赫迪·蒙塔扎爾。
他們的依據是來自十二繼承人聖訓：
阿卜杜·麥力克傳述：我曾經聽賈比爾說：「我曾經聽使者說：『將會（出現）十二個領袖，他們全部屬於古萊氏人。』」——《布哈里聖訓實錄》7222號
他們認為最後一任伊瑪目馬赫迪一直在隱遁，他在隱遁後接近70年來通過四位代表與他的信徒溝通，這段時期被稱為「小隱遁」。從941年開始，馬赫迪就失去了音信，此後的時期就被稱為「大隱遁」，直至當今。
學者穆罕默德·伊本·阿卜杜·拉赫曼·伊本·基巴認為伊瑪目的隱遁並不妨礙真主通過伊瑪目指導人類，他指出這符合伊瑪目教義的主張。基巴又提到伊瑪目是證明真主及其對人類作出指導的權威，因此他必然存在。正如先知不是時刻出現在不同的社群及時代，伊瑪目也不必現身。他又推一步推論一位伊瑪目在逝世之前必然明確地指定了一位繼承人。

### 伊斯瑪儀派
雖然伊斯瑪儀派視第七任伊瑪目以後的伊瑪目是代行職務，等待隱遁伊瑪目的重臨，但他們相信自阿里以後，伊瑪目的傳承沒有中斷。伊斯瑪儀派與十二伊瑪目派的分歧在於第六任伊瑪目後的繼承，他們奉穆薩·卡齊姆的哥哥伊斯瑪儀·伊本·賈法爾為正統的第七任伊瑪目。雖然伊斯瑪儀先於父親賈法爾·薩迪克逝世，但薩迪克在生前指定了伊斯瑪儀繼位，伊斯瑪儀派認為伊瑪目之位應由伊斯瑪儀的兒子繼承。
伊斯瑪儀派的兩個支派尼扎里派及穆斯塔利耶派在看待首七位伊瑪目方面存在細微的差異。尼扎里派視哈桑·本·阿里·本·阿比·塔利卜為「受託伊瑪目」，受託伊瑪目的後裔無法成為伊瑪目，因此受託伊瑪目無法把伊瑪目傳承給他們。尼扎里派不把受託伊瑪目列入他們的伊瑪目名單裡，因此哈桑被排除在外。
在穆斯坦綏爾逝世後，兩派追隨不同的伊瑪目。穆斯坦綏爾有意讓兒子尼扎里繼位，但尼扎里的弟弟阿布·卡西姆·艾哈邁德得到不少的支持。尼扎里在隨後爆發的內戰中落敗並遭到處決，但他的合法傳承地位仍然獲得一些伊斯瑪儀派的承認，另一派則承認阿布·卡西姆·艾哈邁德的世系。尼扎里派則在躲避了蒙古人的屠殺後建立了獨立的伊瑪目體制，現任及第四十九任尼扎里派伊瑪目是阿迦汗四世，他是阿迦汗三世的孫子。
穆斯塔利耶派相信他們的第二十一任伊瑪目塔伊布·阿布·卡西姆隱匿至今，其中博赫拉派認為伊瑪目的傳承繼續以子承父的方式傳承。

### 宰德派
宰德派認為第四任伊瑪目在對抗倭馬亞王朝的鬥爭當中落敗，失去了領導權，他的兒子宰德·本·阿里戰死沙場。他們認為伊瑪目的繼承權必須通過對倭馬亞王朝的武裝抗爭來斷定。宰德派不同意伊瑪目是絕對正確，也不認同其他什葉派有關伊瑪目隱遁的主張。
北也門的宰德派統治者哈迪·伊拉爾·哈克·葉海亞自稱為伊瑪目，並代代相傳，直至1962年北也門內戰的爆發及也門阿拉伯共和國的成立。

## 遜尼派的觀點
遜尼派學者伊本·泰米葉在他的著作《先知傳統對蓋德爾什葉派神學的評論》對什葉派的伊瑪目教義提出強烈的批評。他指出什葉派認為伊瑪目教義是信仰支柱之一的主張在《古蘭經》及聖訓上都找不到證據支持，而伊瑪目的隱遁使他變得沒有實質的作用，沒法代表穆斯林處理世俗及宗教事務。對於伊瑪目將會歸來的預言只不過是虛假的希望，是某些穆斯林煽惑及敗壞性的言論。什葉派要求穆斯林遵從一位失蹤的伊瑪目是不可能做得到，因此伊瑪目教義是要建立一個不可能的政權。
另一位遜尼派學者艾什爾里認為同時存在兩位伊瑪目要穆斯林義務聽從的現象是不允許，而什葉派則指出不可以有兩位「說話」的伊瑪目，暗示可能是有一位「說話」的伊瑪目、一位「沉默」的伊瑪目。

## 引用
1. ↑  Ismael & Ismael（1985年），第9页
2. ↑  Oh（2007年），第39页
3. ↑  Siddiqui & Bangash（1996年），第324页
4. ↑  Lapidus（2014年），第141页
5. ↑  Çakmak（2017年），第72页
6. ↑  Viladesau & Massa（1994年），第272页
7. ↑  Wolff（2007年），第47页
8. ↑  Elshayyal（2010年），第25页
9. ↑  Ayoub（1984年），第155页
10. ↑  馬堅（1981年），第249页
11. ↑  馬堅（1981年），第318页
12. ↑  Fitzpatrick & Walker（2014年），第22页
13. ↑  Hughes（2013年），第119页
14. ↑  Masaeli（2017年），第39页
15. ↑  Sobhani & Kazemi（2001年），第xiii-xiv页
16. ↑  Betts（2013年），第149-150页
17. ↑  Haddad & Smith（2014年），第101页
18. ↑  Kennedy（2012年），第42页
19. ↑  Ballard（2011年），第56页
20. ↑  Haider（2014年），第94页
21. ↑  Amir-Moezzi（2016年），第100页
22. ↑  Landolt（2005年），第455页
23. ↑  Arjomand（1996年），第491-515页
24. 1 2  Mockaitis（2013年），第371页
25. ↑  McHugo（2018年），第106页
26. ↑  Virani（2007年），Four Summoning to the Truth
27. ↑  Melton & Baumann（2010年），第1533页
28. ↑  Daftary & Silvestre de Sacy（1994年），第44页
29. ↑  Blank（2001年），第36页
30. ↑  Morgan（1987年），第229页
31. ↑  Messick（1996年），第37-38页
32. ↑  Tabarani（2011年），第170页
33. ↑  Cantey（2016年），第202页
34. ↑  Naṣr等（1988年），第75页
35. ↑  Khadduri & Liebesny（2008年），第8页

### 書籍及期刊
- （英文）Ismael, Tareq Yousif; Ismael, Jacqueline S., , Pinter, 1985, ISBN 0861875346

- （英文）Oh, Irene, , Georgetown University Press, 2007, ISBN 1589011856

- （英文）Siddiqui, Kalim; Bangash, Zafar, , Open Press, 1996, ISBN 0905081595

- （英文）Lapidus, Ira M., , Cambridge University Press, 2014, ISBN 0521514304

- （英文）Çakmak, Cenap, , ABC-CLIO, 2017, ISBN 1610692179

- （英文）Viladesau, Richard; Massa, Mark Stephen, , Paulist Press, 1994, ISBN 0809134616

- （英文）Wolff, Richard, , Harvest House Publishers, 2007, ISBN 0736920072

- （英文）Elshayyal, M F, , Al Manhal, 2010, ISBN 9796500030166

- （英文）Fitzpatrick, Coeli; Walker, Adam Hani, , ABC-CLIO, 2014, ISBN 1610691784

- （英文）Hughes, Aaron W., , Columbia University Press, 2013, ISBN 0231531923

- （英文）Masaeli, Mahmoud, , Cambridge Scholars Publishing, 2017, ISBN 1443893625

- （简体中文）馬堅, , 中國社會科學出版社, 1981

- （英文）Ayoub, Mahmoud, , SUNY Press, 1984, ISBN 087395727X

- （英文）Sobhani, Ayatollah; Kazemi, Reza Shah, , I.B.Tauris, 2001, ISBN 1860647804

- （英文）Betts, Robert Brenton, , Potomac Books, Inc., 2013, ISBN 1612345220

- （英文）Haddad, Yvonne Y.; Smith, Jane I., , Oxford University Press, 2014, ISBN 0199862648

- （英文）Kennedy, J.G., , Springer Science & Business Media, 2012, ISBN 9401568766

- （英文）Ballard, Martin, , ABC-CLIO, 2011, ISBN 0313384290

- （英文）Haider, Najam, , Cambridge University Press, 2014, ISBN 1107031435

- （英文）Amir-Moezzi, Mohammad Ali, , SUNY Press, 2016, ISBN 0791494799

- （英文）Landolt, Hermann, , I.B.Tauris, 2005, ISBN 1850434700

- （英文）Arjomand, Said Amir, , International Journal of Middle East Studies (Cambridge University Press), 1996, 28 (4)

- （英文）Mockaitis, Thomas R., , ABC-CLIO, 2013, ISBN 0313380635

- （英文）McHugo, John, , Georgetown University Press, 2018, ISBN 1626165882

- （英文）Virani, Shafique N., , Oxford University Press, 2007, ISBN 0190295201

- （英文）Melton, J. Gordon; Baumann, Martin, , ABC-CLIO, 2010, ISBN 1598842048

- （英文）Blank, Jonah, , University of Chicago Press, 2001, ISBN 0226056767

- （英文）Morgan, Kenneth W., , Motilal Banarsidass Publ., 1987, ISBN 8120804031

- （英文）Messick, Brinkley, , University of California Press, 1996, ISBN 0520205154

- （英文）Tabarani, Gabriel G., , AuthorHouse, 2011, ISBN 1467891800

- （英文）Cantey, Seth, , Rowman & Littlefield, 2016, ISBN 1475828950

- （英文）Daftary, Farhad; Silvestre de Sacy, Antoine Isaac Baron, , I.B.Tauris, 1994, ISBN 185043705X

- （英文）Naṣr, Ḥusain; Nasr, Seyyed Hossein; Dabashi, Hamid; Nasr, Seyyed Vali Reza, , SUNY Press, 1988, ISBN 0887066895

- （英文）Khadduri, Majid; Liebesny, Herbert J., , The Lawbook Exchange, Ltd., 2008, ISBN 1584778644

### 線上資料
1. ↑  Ibn al-Hashimi. . Ahlel Bayt.   [2018-09-12]. （原始内容存档于2016-05-29）.